# Macroteleia exilis
Macroteleia exilis är en stekelart som beskrevs av Muesebeck 1977. Macroteleia exilis ingår i släktet Macroteleia och familjen Scelionidae. Inga underarter finns listade i Catalogue of Life.